# Ligne d'Ermont - Eaubonne à Champ-de-Mars
Vous lisez un « bon article » labellisé en 2008.
Pour les articles homonymes, voir VMI et Montmorency.
Ne doit pas être confondu avec Ligne d'Ermont - Eaubonne à Valmondois.
La ligne d'Ermont - Eaubonne à Champ-de-Mars, également connue sous le nom de liaison Vallée de Montmorency - Invalides (VMI), est une ligne ferroviaire française située en Île-de-France et faisant partie intégrante de la ligne C du RER. Elle relie la gare du Champ de Mars - Tour Eiffel, à Paris, à la gare d'Ermont - Eaubonne, dans le Val-d'Oise, à une quinzaine de kilomètres au nord de la capitale. Elle constitue la ligne no 962 000 du réseau ferré national.
La VMI réunit deux lignes anciennes à l'histoire spécifique : la ligne d'Auteuil, devenue partie intégrante de la ligne de Petite Ceinture dans Paris intra muros, et la ligne de La Plaine à Ermont - Eaubonne dite ligne des Grésillons. Le projet VMI, mis au point en 1977, vise à se substituer à la grande transversale nord-sud du RER prévue au SDAU de 1965. La ligne a été mise en service le 25 septembre 1988, après trois années de travaux et une gestation compliquée, émaillée de difficultés techniques et d'une forte opposition des riverains. Elle est desservie par des automotrices de type Z 2N, à une fréquence de desserte de quatre trains par heure et par sens aux heures creuses et huit aux heures de pointe, ainsi que par un trafic fret desservant pour l'essentiel le port de Gennevilliers.

## Caractéristiques techniques

### Tracé
La ligne, entièrement à double voie, se débranche de la ligne des Invalides à Versailles-Rive-Gauche à la sortie de la gare du Champ de Mars - Tour Eiffel, à Paris. Elle se dirige ensuite en direction du nord-ouest jusqu'à Ermont - Eaubonne qu'elle atteint après la traversée des 16e et 17e arrondissements de Paris et de la banlieue nord de la capitale. Elle se joint, dans cette gare, à la ligne de Saint-Denis à Pontoise sur le réseau Nord.
Voir le schéma de ligne détaillé dans l'infobox

### Ouvrages d’art

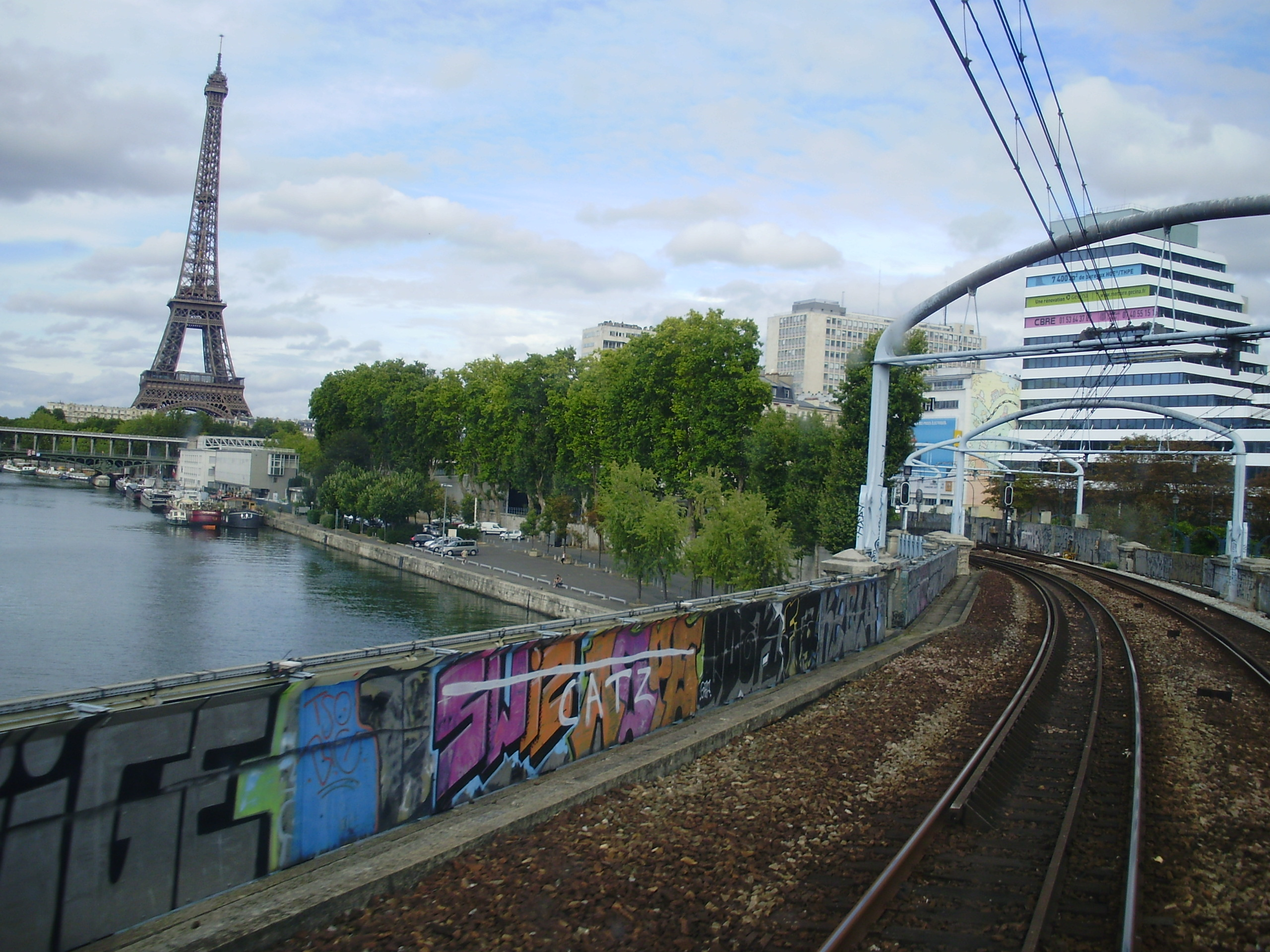
Début de la descente sur le bras gauche du pont Rouelle vers la bifurcation entre la ligne des Invalides à Versailles-Rive-Gauche et la ligne d'Ermont-Eaubonne à Champ-de-Mars depuis la cabine de conduite d'une rame du RER C.

Les trois ponts franchissant la Seine constituent les principaux ouvrages d'art remarquables du tracé. Le premier est le double pont Rouelle, entre le quartier de Beaugrenelle et la maison de Radio France à Paris (110 m sur le grand bras puis 86 m sur le petit bras du fleuve), le second entre Saint-Ouen-sur-Seine et Asnières-sur-Seine (223 m) et le troisième double pont à Épinay-sur-Seine (123 et 138 m).

### Équipement
La ligne est électrifiée sous deux tensions. Le tronçon septentrional est alimenté, comme tout le réseau Nord, en 25 kV – 50 Hz monophasé jusqu'à Saint-Ouen (section de séparation au nord de la gare), par la sous-station de Saint-Denis - La Briche, et télécommandée par le central sous-station de Paris-Nord. Le tronçon parisien de la VMI est alimenté en 1 500 V par la sous-station de Pereire, mise sous tension le 18 août 1988,.
Elle est entièrement équipée du BAL, du contrôle de vitesse par balises (KVB) et d'une liaison radio sol-train avec transmission de données de Paris à Ermont - Eaubonne, sans transmission de données au-delà, vers Pontoise.

## Histoire

### Les lignes intégrées à la VMI
La VMI réunit deux lignes à l'histoire spécifique : la ligne d'Auteuil, devenue partie intégrante de la ligne de Petite Ceinture dans Paris intra-muros, et la ligne Ermont - Eaubonne - Plaine - Gare du Nord via Gennevilliers au nord, dite ligne de La Plaine à Ermont - Eaubonne ou ligne des Grésillons.

#### La ligne d'Auteuil
La ligne d'Auteuil, qui relie la gare Saint-Lazare à Auteuil - Boulogne, a été construite à l'initiative des frères Pereire qui avaient déjà réalisé la ligne de Paris-Saint-Lazare à Saint-Germain-en-Laye. Elle est mise en service par la compagnie des chemins de fer de l'Ouest le 2 mai 1854 et est d'emblée destinée à un trafic urbain soutenu. En 1867, la ligne est intégrée à la ligne de Petite Ceinture qui se raccorde à la gare d'Auteuil-Boulogne par les viaducs d'Auteuil et du Point-du-Jour. En 1869, le raccordement de Courcelles est ouvert entre les gares de Courcelles - Levallois et de l'avenue de Clichy, permettant de boucler la Petite Ceinture en reliant la ligne d'Auteuil à la Ceinture rive droite.
La ligne d'Auteuil est limitée à la gare de Pont-Cardinet en 1922 lors des travaux de démolition du tunnel des Batignolles qui entraînent une réorganisation des voies à Paris-Saint-Lazare. Malgré une baisse de trafic, elle survit cependant à la fermeture de la Petite Ceinture aux voyageurs, survenue en 1934. L'infrastructure ne connaît alors aucune évolution majeure pendant un demi-siècle, le service restant inlassablement assuré par les vieilles automotrices « Standard » Z 1500.

#### Le raccordement de Boulainvilliers
Dans le cadre de l'Exposition universelle de 1900, un tronçon « de Courcelles à Passy et au Champ de Mars », dit raccordement de Boulainvilliers, est concédé à la Compagnie des chemins de fer de l'Ouest par une convention signée le 6 juillet 1896 entre le ministre des Travaux publics et la compagnie. Ce raccordement, qui comprend un franchissement de la Seine sur le pont Rouelle au sud du jardin du Champ-de-Mars, doit permettre de tracer des trains directs entre le nord-ouest de la ligne de Petite Ceinture et la gare des Invalides. Sa construction s'accompagne par ailleurs du doublement des voies entre les gares de l'avenue Henri-Martin et de Courcelles - Levallois. La convention est approuvée par une loi le 14 juin 1897 qui déclare la ligne d'utilité publique. Le raccordement est mis en service le 12 avril 1900, suivi le 5 juin par la gare de Boulainvilliers. En 1904, une halte est construite au niveau du quai de Passy. La concurrence du métropolitain entraîne cependant une rapide chute du trafic et, dès 1913, les services sont limités au Champ de Mars.
Fermé pendant la Première Guerre mondiale, la raccordement de Boulainvilliers est remis en service en 1919 sous la forme d'une navette entre le Champ de Mars et la gare de l'avenue Henri-Martin. Mais celle-ci ne connaît qu'un trafic marginal et ferme définitivement dès 1924. Jusqu'aux années 1960, le raccordement de Boulainvilliers restera utilisé pour le stockage du matériel de banlieue.

#### Ligne de Saint-Ouen-les-Docks
La ligne dite « des Docks », aussi désignée sous les noms de « chemin de fer de Saint-Ouen » ou de « raccordement des Épinettes », n'est pas une ligne de chemin de fer au sens strict. Il s'agit d'un embranchement ferroviaire de deux kilomètres créé en 1862 sous l'égide de la Société anonyme du Chemin de fer de Saint-Ouen et rattaché à la ligne de Petite Ceinture au niveau du garage des Épinettes (future station avenue de Saint-Ouen sur la ligne précitée).
Par un décret du 21 novembre 1873, la Compagnie des chemins de fer du Nord est substituée à la Compagnie du chemin de fer et des docks de Saint-Ouen pour la concession de la ligne. 
À partir de 1908, le raccordement est embranché au nord à la ligne de La Plaine à Ermont - Eaubonne. Il connaît un important trafic de marchandises à destination des usines avoisinantes qui décline jusqu'aux années 1980.

#### Ligne des Grésillons

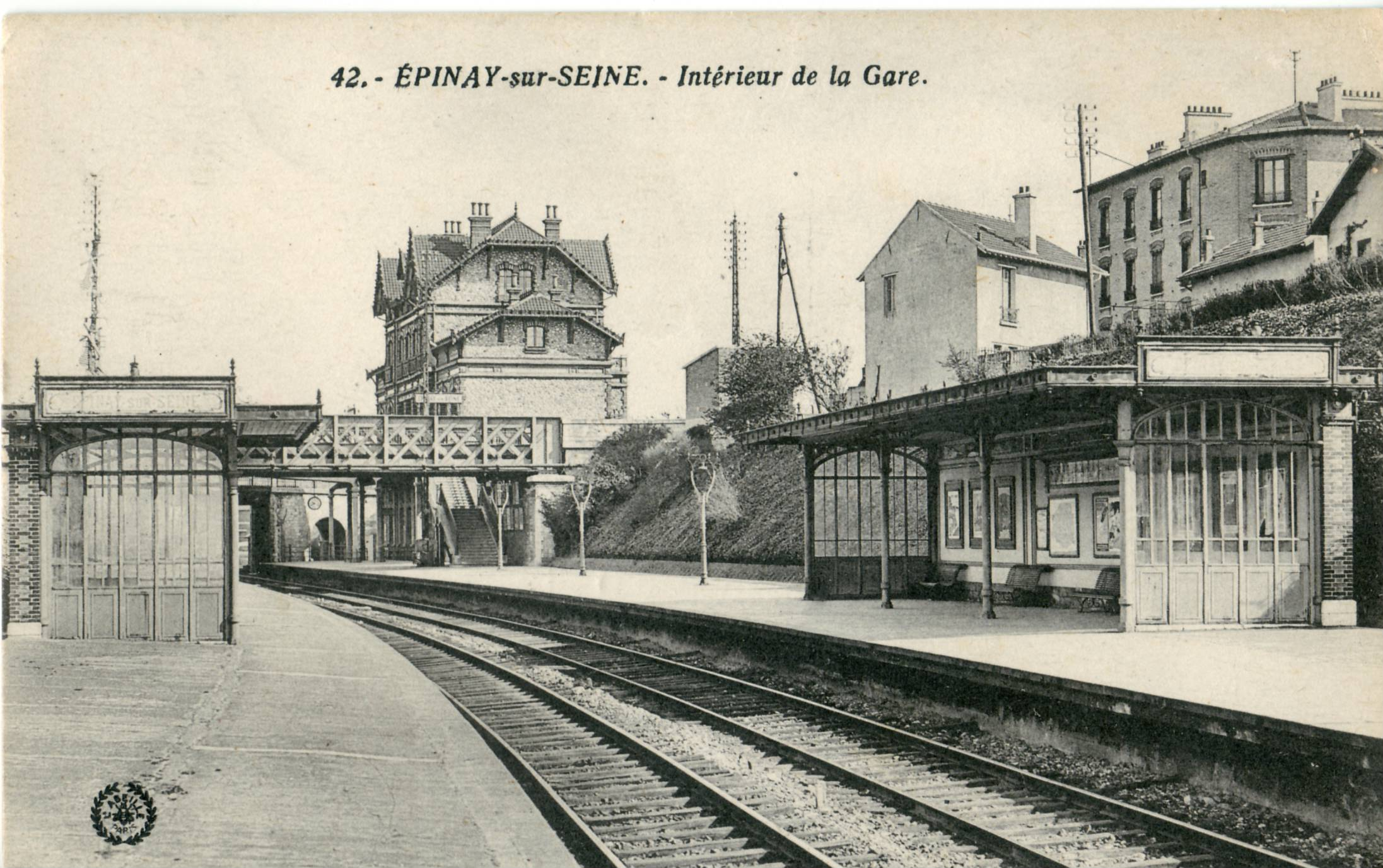
Les quais de la gare d'Épinay-sur-Seine au début du XXe siècle. Sur le second pont passe la ligne de Grande Ceinture, future ligne T11.

La ligne Ermont-Eaubonne - Plaine - Gare du Nord via Gennevilliers est mise en chantier en 1905 et inaugurée avec ses deux raccordements le 1er juillet 1908. Un grand soin est apporté à l'édification des bâtiments voyageurs, largement dimensionnés et à l'architecture élégante.
À partir du 25 septembre 1977, les trains voient leur terminus limité à Saint-Ouen-Garibaldi pour permettre la réorganisation du plan de voies de Paris-Nord, liée à la construction de la gare souterraine du futur RER et de l'interconnexion Nord-Sud.

### La ligne d'Ermont - Eaubonne à Champ de Mars

#### Le projet VMI
Le SDAU de 1965, dans son esquisse du futur Réseau Express Régional (RER), prévoyait une transversale nord-sud reliant Saint-Quentin-en-Yvelines à Cergy-Pontoise par les gares Montparnasse et Saint-Lazare. Au vu de son coût, cette liaison est finalement abandonnée, et la desserte de Cergy est assurée depuis Saint-Lazare par une ligne nouvelle se détachant à Neuville-sur-Oise. La vallée de Montmorency, zone urbanisée de 250 000 habitants au nord de Paris, reste par conséquent sans desserte performante de type RER. Trois dessertes sont ainsi étudiées au milieu des années 1970 :
- une ligne Saint-Lazare - Argenteuil - Sannois - Ermont-Eaubonne ;
- une ligne La Défense - raccordement de Colombes - Ermont-Eaubonne ;
- un embranchement de la ligne C du RER utilisant des infrastructures abandonnées ou sous employées entre la gare du Champ-de-Mars et Ermont-Eaubonne.

Les difficultés d'insertion d'une nouvelle desserte dans la trame saturée de la banlieue Saint-Lazare font privilégier la troisième solution.
Le projet VMI est mis au point par la SNCF au début de 1977. Opération majeure relevant du programme spécial, elle a été présentée et prise en considération par le syndicat des transports parisiens (STP) le 28 septembre 1977. La nouvelle liaison projetée intègre l'essentiel de la ligne Ermont - Saint-Ouen-les-Docks au nord et de la ligne d'Auteuil au sud. Elle utilise essentiellement des lignes existantes à moderniser, avec réactivation du raccordement neutralisé de Boulainvilliers et du raccordement de Courcelles ainsi que la construction d'un nouveau raccordement aux Épinettes, seule section nouvelle, qui permet de relier la Petite Ceinture à la ligne des Docks. Selon les premières études, la ligne serait employée par quarante-cinq millions de voyageurs annuels, avec un gain de temps moyen de huit minutes par trajet. On estime, par ailleurs, que 3700 usagers abandonneraient leur voiture au profit du train.

#### Une multitude d'entraves

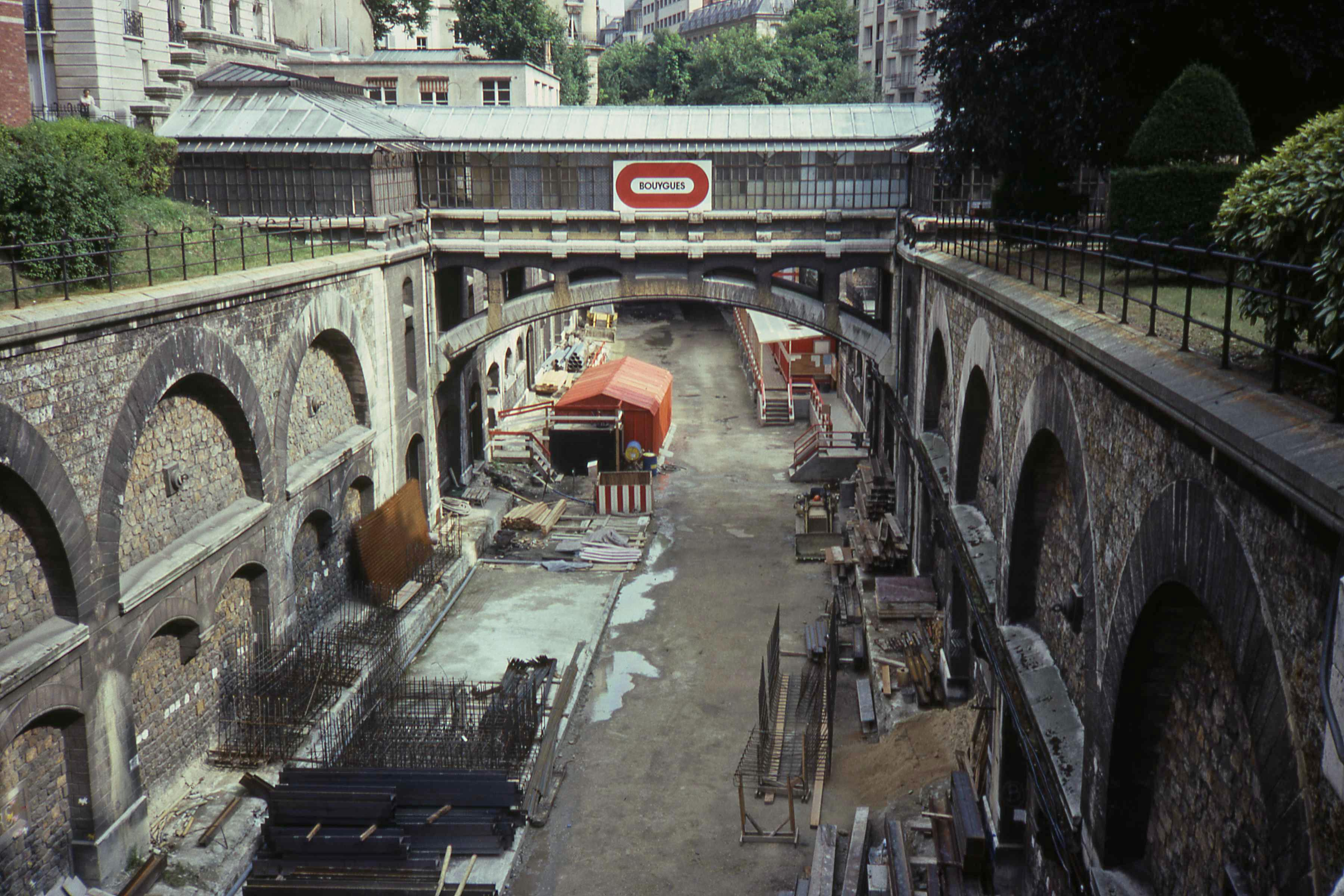
La gare de Boulainvilliers en août 1986. Les travaux de la VMI viennent de démarrer, les futurs quais sont encore à ciel ouvert.

Avec l'aval du STP, la SNCF aurait pu directement proposer le projet à l'enquête d'utilité publique. Toutefois, au vu de la levée de boucliers provoquée par le tracé aérien prévu dans le quartier des Épinettes, la SNCF revoit d'elle-même le projet avant de le soumettre à l'enquête préalable à la déclaration d'utilité publique, début 1980 La ligne doit dorénavant circuler dans un tunnel de verre, selon un tracé bien moins favorable mais annihilant toute nuisance acoustique pour les riverains. C'est alors au tour de la Ville de Paris de critiquer le projet, en particulier le tunnel de verre qu'elle accuse de provoquer une coupure dans la trame urbaine. Elle en profite également pour exiger la couverture de la tranchée Pereire, idée évoquée de longue date qui lui permettrait de récupérer les emprises en surface.
La commission d'enquête tient compte des demandes des riverains et de la mairie de Paris : au printemps 1980, elle préconise une couverture légère de la tranchée Pereire et refuse le tunnel de verre aérien au profit d'un tracé souterrain aux Épinettes, ce qui impose à la SNCF de revoir une nouvelle fois très rapidement sa copie.

L'important surcoût de 110 millions de francs engendré par le tracé souterrain provoque les plus vives inquiétudes, les pouvoirs publics allant jusqu'à envisager l'annulation pure et simple du projet. Finalement, plusieurs mesures sont prises afin de limiter la dérive des coûts. L'aménagement de la gare de la Porte de Clichy, souterraine, est différé. Il est également imposé à la SNCF de céder la plate-forme de la Petite Ceinture entre la bifurcation des Batignolles et le boulevard Berthier, qui est déclassée et revendue à la Ville de Paris. Cette décision a pour conséquence malheureuse de créer une césure définitive dans le tracé de la Petite Ceinture. Le produit de la vente à la Ville de Paris du raccordement de Courcelles est reversé au budget VMI, afin de financer une couverture lourde de la ligne d'Auteuil. Enfin, l'électrification de l'antenne Ermont - Argenteuil est sortie du budget alloué à la VMI et imputée au budget du réseau banlieue. La déclaration d'utilité publique est enfin prononcée de justesse après ces aménagements, avant le délai de péremption légal de l'enquête, le 25 septembre 1981. 

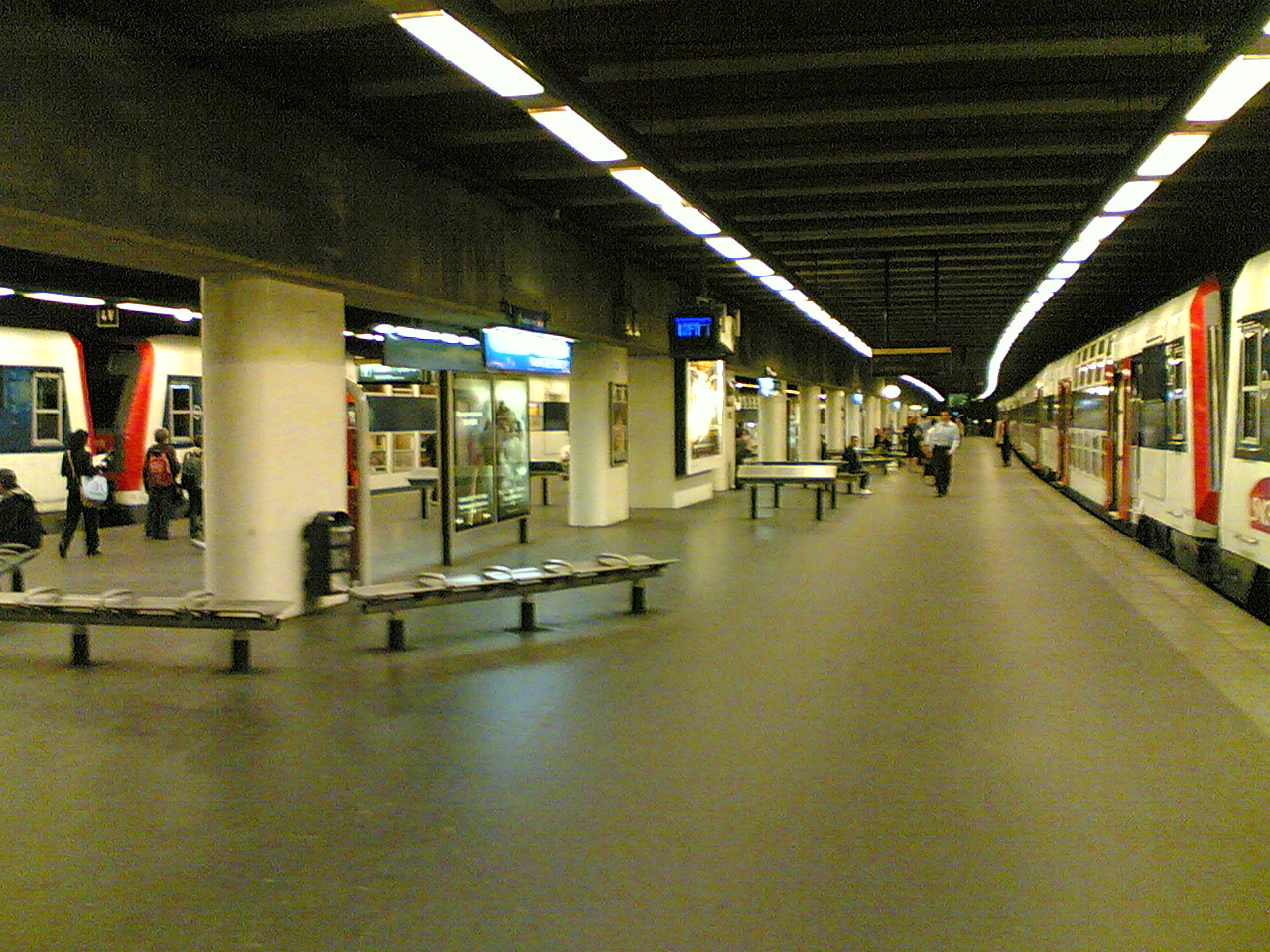
Quais de la gare de Neuilly - Porte Maillot. Autrefois en plein air, une lourde dalle de béton recouvre entièrement ceux-ci depuis les travaux de la VMI.

Mais alors que le projet semble enfin aboutir, c'est au tour de la ville de Saint-Ouen-sur-Seine d'émettre des exigences, souhaitant voir la ligne traverser la commune en souterrain. Soutenue par le ministre des Transports de l'époque, le communiste Charles Fiterman, elle contraint la SNCF à réexaminer une nouvelle fois son projet. La ville est alors traversée en tranchée couverte, avec la construction d'une nouvelle gare entièrement souterraine. Le projet est enfin adopté en septembre 1984.
Les exigences des riverains ont fait tripler la facture en francs constants, retardé les travaux de six ans et rendu le tracé en plan ainsi que le profil particulièrement médiocres, très loin de la norme appliquée aux nouvelles infrastructures des lignes A et B du RER et prévues à l'origine. Ainsi, la vitesse dans les inter-stations dans Paris est limitée à 60 voire 40 km/h au lieu des 90 km/h prévus. Les gares de Porte-de-Clichy et Saint-Ouen, initialement prévues au sommet d'une rampe, se retrouvent en cuvette encadrées de fortes rampes, dont certaines atteignent les 40 ‰.

#### Le chantier
Le chantier de la VMI démarre enfin en 1985. Sa grande complexité conduit au partage de la maîtrise d'œuvre. La région de Paris-Nord assure la mise à niveau des lignes Ermont - Argenteuil (4 km), et de la ligne des Docks (10 km). Le tronçon de Saint-Ouen au Champ-de-Mars (9 200 m) est confié à un « groupe d'études travaux » (GET) relevant de la région de Paris-Saint-Lazare.
La modernisation du court tronçon Ermont - Argenteuil avec électrification en 25 kV ne pose pas de difficultés particulières et est réalisée de manière anticipée dès mai 1983. En revanche, la modernisation de la ligne de La Plaine à Ermont - Eaubonne s'annonce plus fastidieuse car avec le mauvais état de l'infrastructure, incompatible avec une desserte cadencée moderne, celle-ci doit être entièrement remise à niveau. En 1983, les ponts-rails sont restaurés et le raccordement des Épinettes est supprimé pour permettre la construction d'une tranchée couverte sur les emprises. La voie est entièrement renouvelée d'Ermont à Saint-Gratien en 1984 avec modification du plan des voies de la gare d'Ermont - Eaubonne. En 1985, c'est au tour du tronçon de Saint-Gratien à Saint-Ouen d'être modernisé.
Le block Lartigue Nord uniformisé, encore en place de Gennevilliers à Ermont, laisse la place au block automatique lumineux (BAL), déjà installé sur le tronçon de Gennevilliers à La Chapelle pour la création de la gare de Saint-Ouen Garibaldi. L'itinéraire est doté de deux pas d'installations permanentes de contre-sens (IPCS), accompagnés d'un poste d'aiguillage type PRCI, établi à Gennevilliers durant l'été 1987. Parallèlement, tous les bâtiments voyageurs sont profondément modernisés ou reconstruits, avec rénovation complète des quais, de l'éclairage, des abris et de la signalétique. La gare de Gennevilliers est reconstruite cinq cents mètres plus au sud en 1986 afin d'améliorer la correspondance avec les autres modes et en particulier un éventuel TCSP entre Saint-Denis à Asnières - Gennevilliers. Un bâtiment voyageurs est édifié aux Grésillons et un saut-de-mouton est construit à Saint-Ouen.

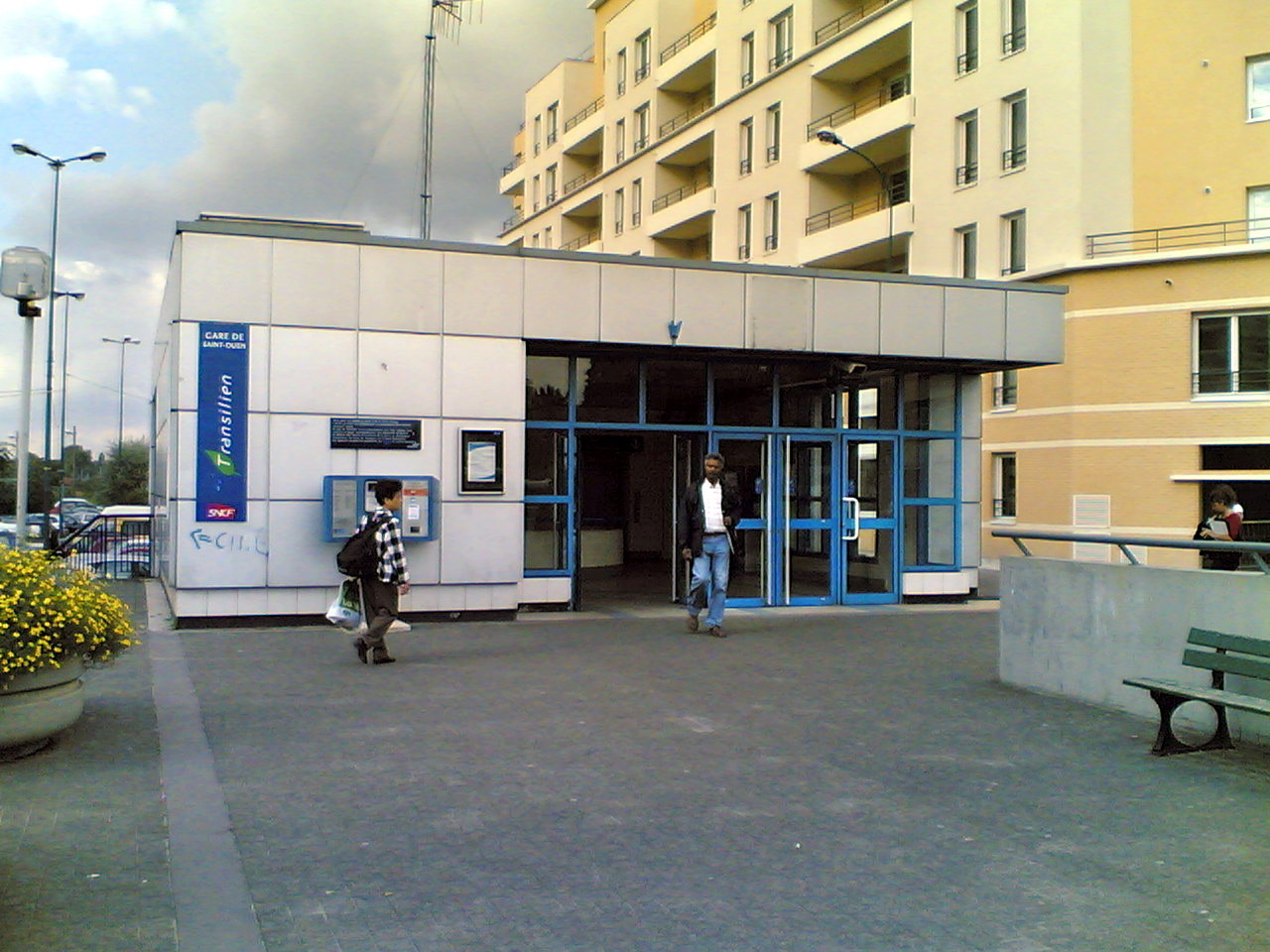
L'ancien bâtiment voyageurs de la gare de Saint-Ouen. Construit en 1988 dans le cadre du projet VMI, il a été remplacé en 2020 lors du prolongement de la ligne 14.

Les travaux dans Paris sont quant à eux particulièrement délicats. Le sous-sol est traversé d'une multitude de canalisations et conduites diverses, ce qui complique les travaux. La section réutilisée de la ligne d'Auteuil est totalement rénovée : les voies sont déposées et renouvelées, les quais reconstruits et les sections en tranchée encore à l'air libre sont recouvertes d'une dalle de béton afin d'éviter toute « pollution sonore » pour les riverains. Pourtant, comme le souligne A. Jacquot, les dalles déjà en place autour de la gare de l'avenue Henri-Martin sont utilisées comme parcs de stationnement, les nuisances liées à la circulation automobile n'étant donc pas prise en compte. Les bâtiments voyageurs ainsi que les couloirs souterrains sont entièrement restaurés.
Entre la ligne des Docks et la ligne d'Auteuil, un tunnel à double voie est mis en chantier. Un emplacement est réservé pour permettre la réalisation ultérieure de la gare de la Porte de Clichy. Entre Pereire - Levallois et le pont Berthier, il ne subsistait plus de la gare de Courcelles-Ceinture qu'une voie unique, dite « voie des Souverains ». À la suite d'une opération immobilière le long de la plateforme durant les années 1950, il ne restait même plus la place pour une double voie au gabarit UIC, cinquante centimètres manquant pour dégager la largeur nécessaire. Ce manque de prévoyance impose de lourds travaux entrepris d'octobre 1984 à mai 1985. Il est nécessaire d'abaisser le radier, pour dégager le gabarit électrification, et d'élargir la tranchée par la reprise de l'ancienne paroi inclinée. En 1987, la section à l'air libre située à l'ouest du pont Berthier est recouverte d'une dalle de protection phonique, immédiatement utilisée comme parc de stationnement automobile, dont le bruit et la pollution ne semblent là encore pas pris en considération.

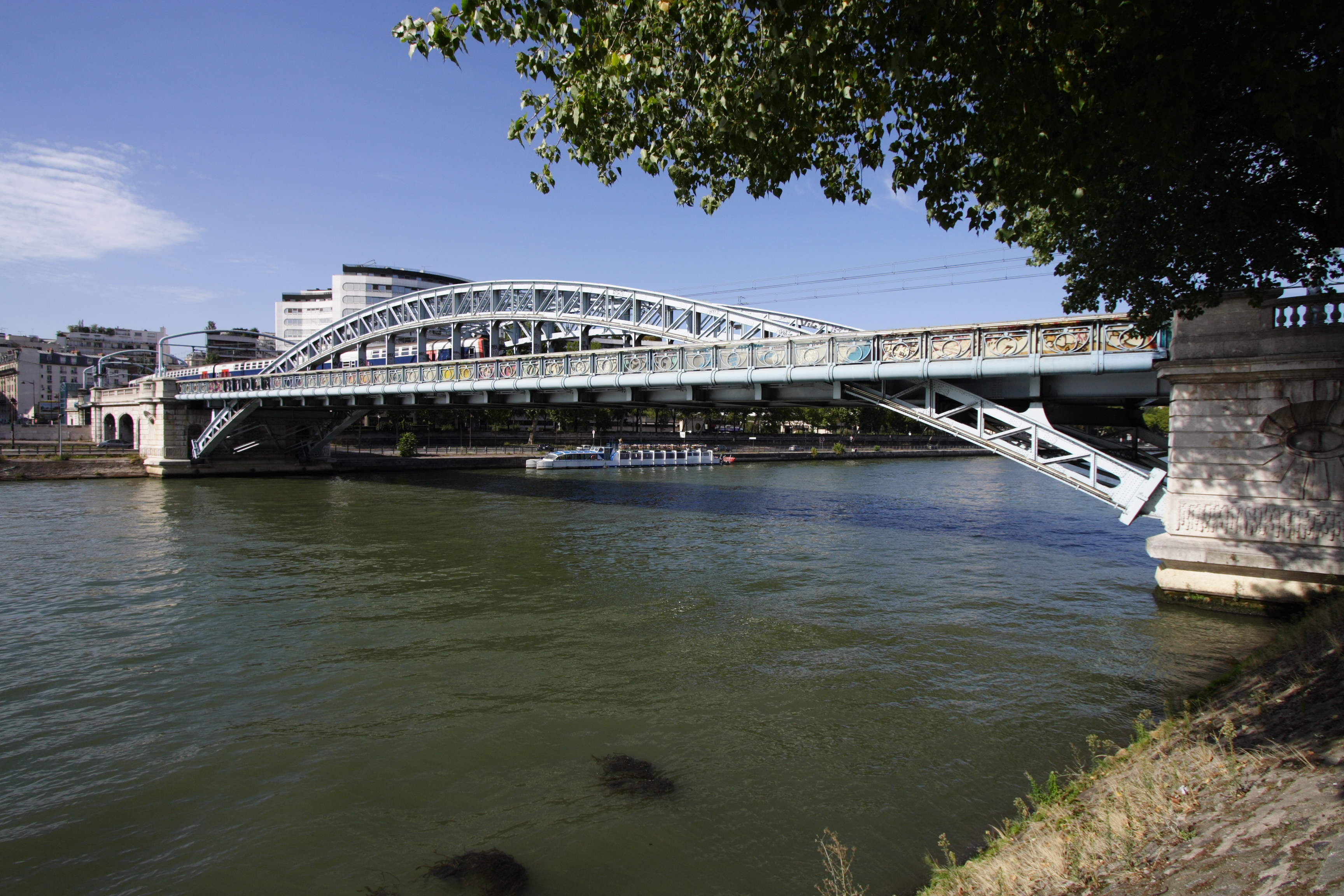
Le pont Rouelle, sur le grand bras de la Seine.

Au sud, le viaduc sur la Seine, dit pont Rouelle, est entièrement reconstruit en 1982 en respectant le style d'origine mais avec un tirant d'air plus important pour la navigation fluviale ; les poteaux caténaires font l'objet d'une recherche esthétique pour une meilleure intégration paysagère. Un saut-de-mouton est édifié sur la rive gauche à la bifurcation du Champ-de-Mars afin d'éviter les cisaillements de voies. Pour limiter le bruit pour les riverains, pourtant inférieur à celui permanent provoqué par l'importante circulation routière sur les quais, ce saut-de-mouton est recouvert d'un coffrage en béton. Enfin, la ligne est dotée du BAL avec IPCS.
Les travaux avancent conformément au planning sur le tronçon Nord de Saint-Ouen à Ermont ; en revanche, la complication des travaux dans Paris retarde ceux du tronçon Saint-Ouen - Champ-de-Mars, de plus liés à l'arrêt du service sur la ligne d'Auteuil, effective le 7 janvier 1985 avec remplacement par une navette routière.

#### Les mises en service
Le 1er août 1987, le BAL et les IPCS sont mis en service sur la ligne des Docks, avec le nouveau PRCI de Gennevilliers puis du poste PRCI de Saint-Ouen-les-Docks le 27 août 1987, normalement télécommandé depuis Gennevilliers. Toutes les autres mises en service s'étalent durant l'année 1988.
L'électrification en 25 kV-50 Hz monophasé de La Chapelle à Ermont est mise sous tension le 21 juin 1988 ; trois jours après, le tronçon Saint-Ouen - Champ-de-Mars voit la mise en service du BAL et des IPCS, le nouveau poste d'aiguillage type PRS de Pereire étant télécommandé par le poste d'aiguillage et de régulation (PAR) des Invalides.

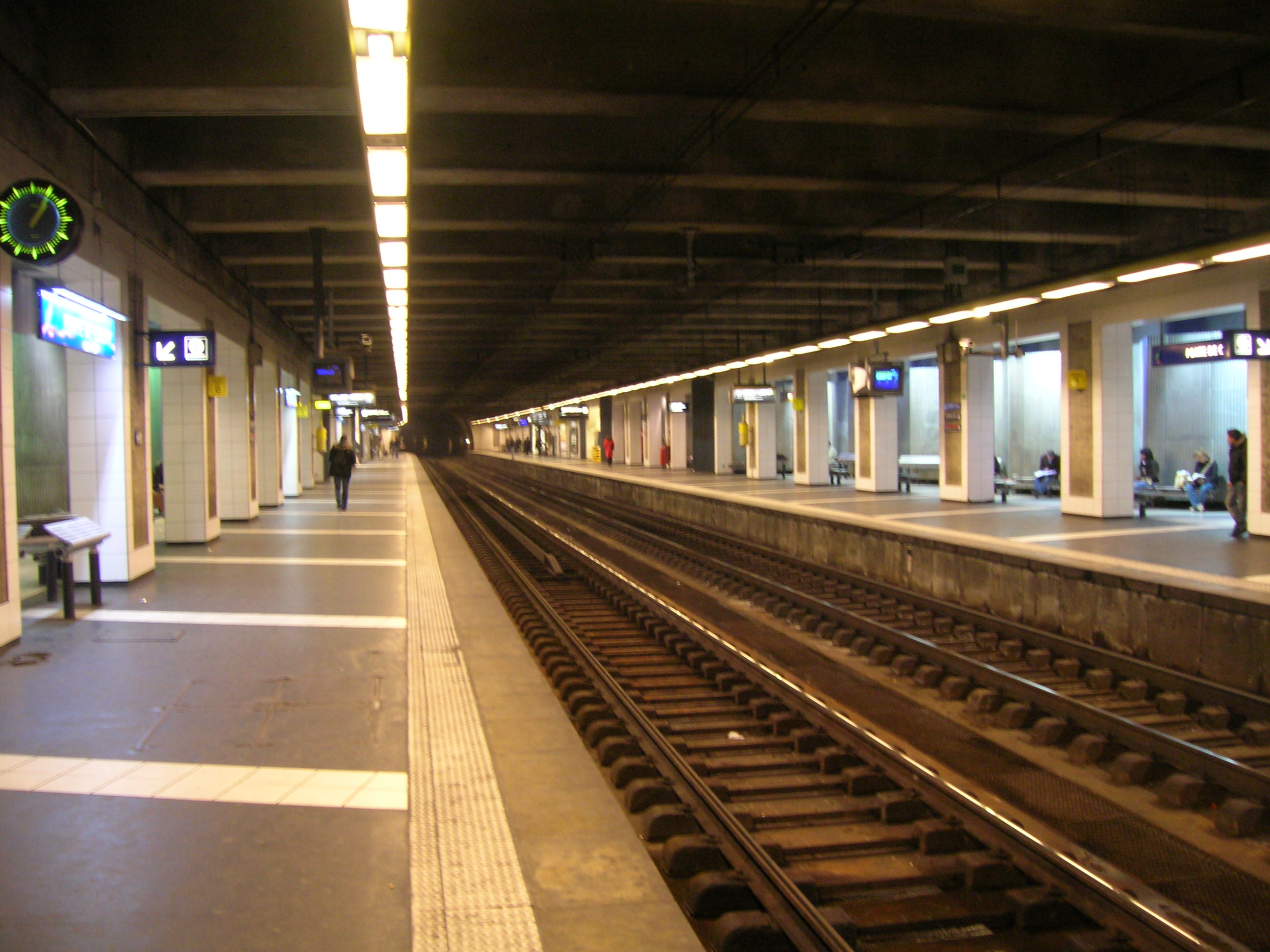
La gare de la Porte de Clichy, ouverte en septembre 1991.

Le 18 août 1988, le même tronçon sud est mis sous tension, en 1 500 V continu, ainsi que l'antenne Pereire - Pont-Cardinet. La liaison Vallée de Montmorency - Invalides, nouvelle branche nord-ouest du RER C, est enfin mise en service pour le service d'hiver le 25 septembre 1988. Elle dessert la banlieue nord-ouest, en direction de Montigny - Beauchamp et Argenteuil.
Le nouvel itinéraire est géré par la région de Paris-Sud-Ouest jusqu'à la section de séparation des deux tensions d'alimentation, à Saint-Ouen, et par la région de Paris-Nord, au-delà. Le kilométrage de la ligne est harmonisé, avec un PK 0 à la gare des Invalides, jusqu'à Argenteuil au PK 25,428 km, via Ermont. En septembre 1991, la gare de Porte de Clichy dont les travaux avaient été retardés pour cause d'absence de financement, est à son tour mise en service.
Le 28 août 2000, le service est prolongé de Montigny - Beauchamp à Pontoise, chef-lieu du Val-d'Oise en empruntant la ligne de Saint-Denis à Pontoise. Le 27 août 2006, dans le cadre de la liaison directe de Paris-Saint-Lazare à Ermont - Eaubonne, la ligne C perd sa courte branche Argenteuil (C3), entraînant le report du terminus nord de la branche C3 à  Montigny - Beauchamp,.

## Trafic

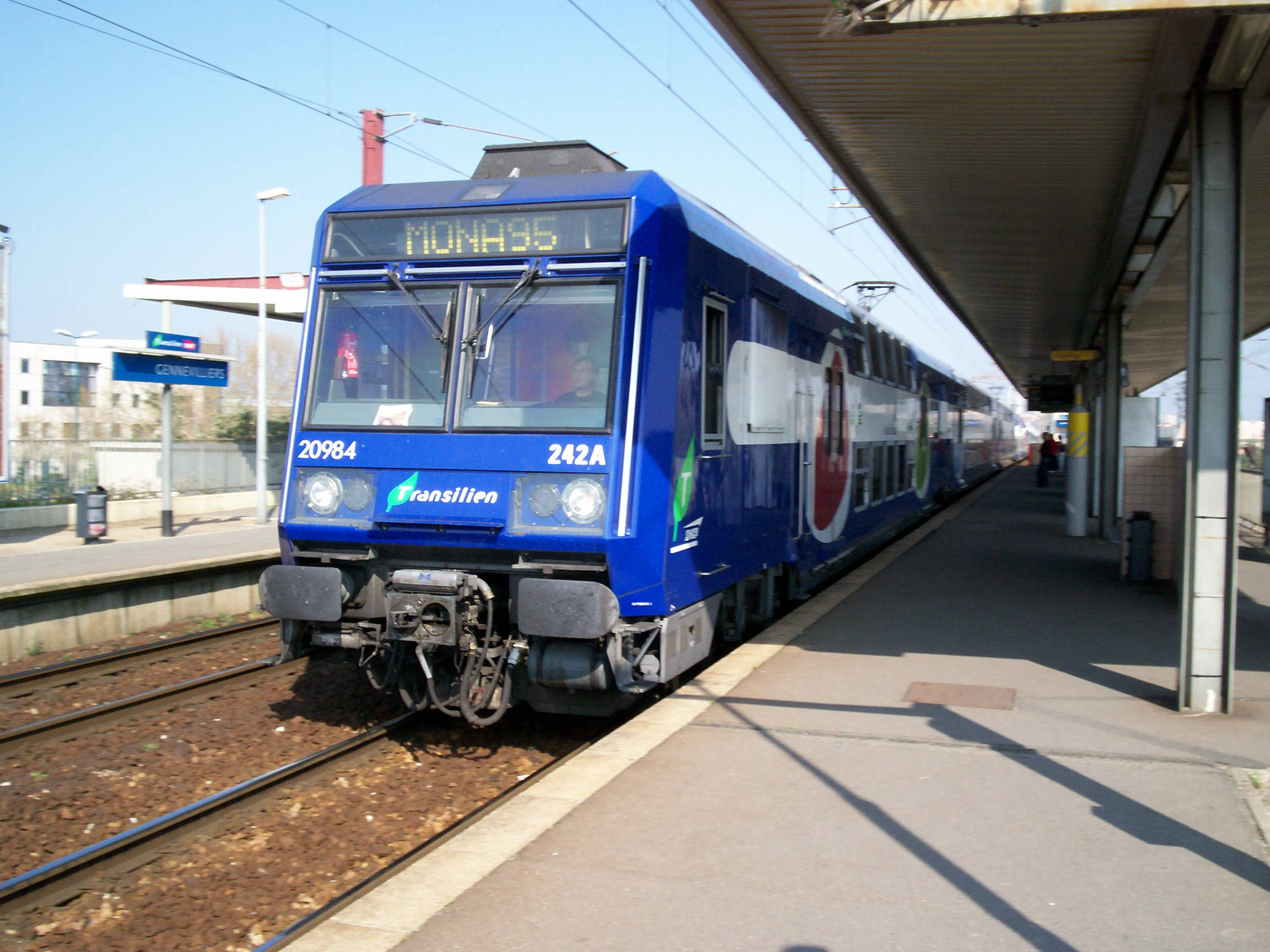
Rame Z 20900 no 242 A, mission MONA, à Gennevilliers.

La présence de deux tensions différentes impose pour la desserte de la ligne l'utilisation de matériel roulant dit bicourant, apte aux deux systèmes d'électrification, tout comme sur les autres lignes du RER, à l'exception de la ligne E électrifiée entièrement en 25 kV.
À sa mise en service, la VMI est desservie à raison d'un train omnibus au quart d'heure toute la journée, assurée par des automotrices Z 8800. Les trains sont en alternance en provenance d'Argenteuil et Montigny - Beauchamp, et à destination de Pont de Rungis ou Massy - Palaiseau. L'année suivante, des dessertes semi-directes au quart d'heure sont ajoutées à la trame aux heures de pointe. Des missions assurent le parcours Montigny - Beauchamp - Brétigny sans arrêt en banlieue Nord d'Ermont - Eaubonne à Pereire - Levallois, puis Porte de Clichy à partir de 1991, tandis que les trains provenant d'Argenteuil assurent les missions omnibus au quart d'heure, ce qui permet d'assurer au total une desserte de huit trains par heure et par sens,.
Le court tronçon Pereire - Pont-Cardinet (800 m) est desservi au quart d'heure, contre un train toutes les dix minutes avant 1985 à l'époque de la ligne d'Auteuil, par une unique navette assurée par un élément de type Z 5300, acheminée quotidiennement à vide depuis le dépôt des Ardoines, en banlieue sud. Mais le trafic décline rapidement, passant sous le seuil escompté de 1 500 voyageurs quotidiens.

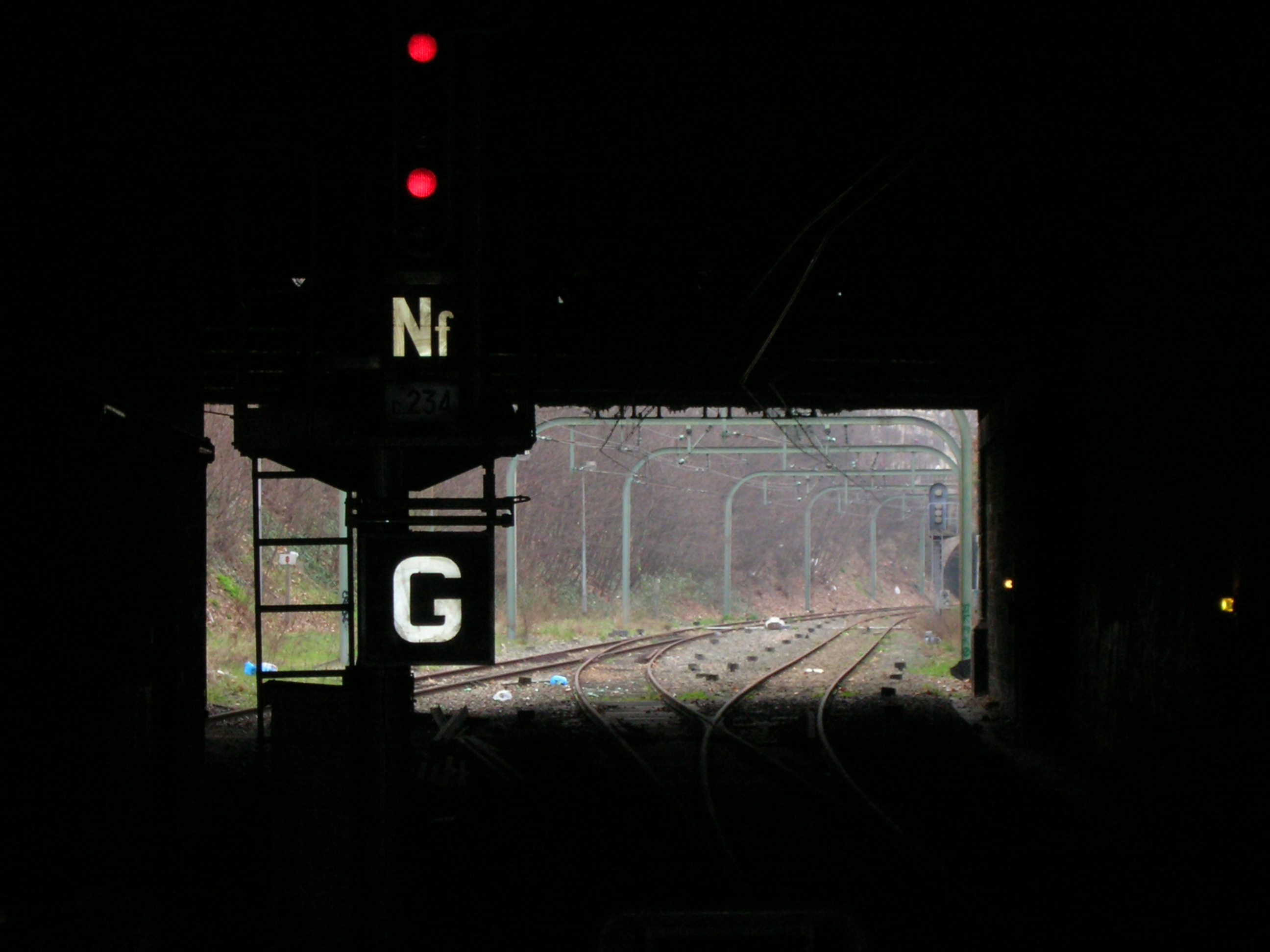
Les voies vues depuis la station Pereire - Levallois vers Pont-Cardinet.

Dans un premier temps, la SNCF suspend la navette le week-end, avec desserte par un bus de remplacement toutes les dix minutes. Puis la liaison ferrée, qui mobilise un élément automoteur de grande capacité et du personnel pour un très faible trafic, est définitivement supprimée le 5 juillet 1996, faute de voyageurs.
En 2012, la ligne est toujours exploitée par la SNCF sous le label Transilien. Les divers tronçons utilisés étaient essentiellement utilisés, depuis le XIXe siècle pour la ligne d'Auteuil et depuis 1908 pour la ligne des Docks, en tant que ligne voyageurs de banlieue, sans circulations en situation normale de trains de « grandes lignes », mais avec un trafic de marchandises assez significatif sur la ligne des Docks, entre le port de Gennevilliers et La Chapelle.
Son profil est assez difficile, en long et en plan. On y trouve des courbes de faible rayon (bien moins de 500 mètres) et des rampes très importantes dans sa partie souterraine, de l'ordre de 40 ‰. Ces caractéristiques limitent également la vitesse à 100 km/h au maximum en banlieue et à 60 km/h au mieux dans Paris,,.
Trois types de matériels voyageurs y circulent : des automotrices Z 8800, Z 20500 et Z 20900.
Le nombre de voyageurs quotidiens se situe entre moins de 2500 et près de 50 000 environ selon les points d'arrêt en 2004. Les gares les plus importantes sont celle de Pereire - Levallois à Paris, en correspondance avec la ligne 3 du métro, et celle d'Ermont - Eaubonne dans le Val-d'Oise, pôle majeur de correspondance du département. Les gares les moins importantes sont celles de l'avenue Foch et de l'avenue Henri-Martin qui voient transiter chacune moins de 2500 voyageurs par jour. Toutes les autres accueillent de 2500 à près de 7500 voyageurs par jour.

## Avenir
Compte tenu de la faible fréquentation de la section intra-muros, et de la création de nouvelles correspondances améliorant la diffusion des voyageurs dans Paris avec le RER E, la ligne 14, le T3, et la ligne 15 à plus long terme, dans un objectif de simplification des dessertes, la création d'un terminus partiel à la gare de l'avenue Henri-Martin (déjà dotée de trois voies) est envisagée dans le nouveau schéma directeur du RER C. Ce terminus sera utilisé par les missions Pontoise plus longues. La limitation des missions Montigny-Beauchamp à Champ de Mars est également étudiée : les missions de la VMI ne seraient alors plus traversantes[réf. nécessaire]. 

## Impact socio-économique

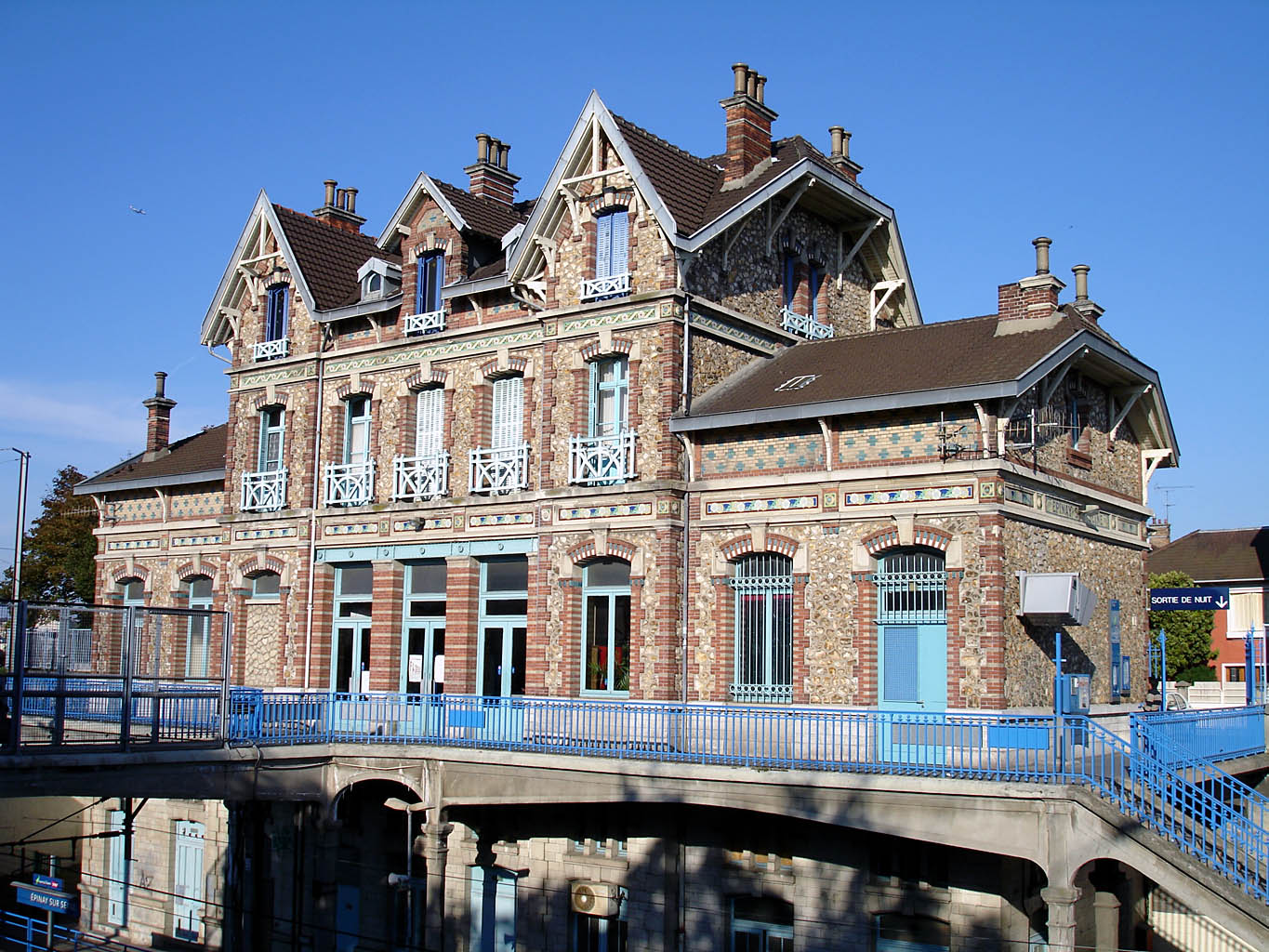
La gare d'Épinay-sur-Seine est particulièrement ouvragée, comme toutes les gares de l'ancienne ligne des Grésillons.

La liaison Vallée de Montmorency - Invalides a facilité les échanges entre la banlieue nord et l'ouest parisien, avec une diffusion harmonieuse des voyageurs, par le jeu de très nombreuses correspondances.
Toutefois, son bilan reste contrasté. Contrairement à la ligne A, dont les trains atteignent 100 km/h et une vitesse commerciale élevée, la ligne C a été affublée, vu sa faible vitesse dans Paris intra-muros (où il est difficile de dépasser 50 km/h), de sobriquets peu flatteurs de la part de certains voyageurs, comme « réseau escargot régional » ou « ROR » (« réseau omnibus régional »). Cette lenteur de la VMI rend un trajet de la vallée de Montmorency vers le quartier latin plus rapide via le Transilien Paris-Nord et une correspondance à la gare du Nord avec le RER B que par la ligne C et son long détour par l'ouest parisien pourvu de très nombreux arrêts peu fréquentés. La vitesse commerciale de la VMI dépasse en effet à peine celle du métro urbain, le temps de trajet omnibus Ermont - Champ de Mars représentant trente-cinq minutes pour vingt kilomètres, soit environ 35 km/h de moyenne, bien que la section en banlieue présente des vitesses intéressantes.
La décision du Syndicat des transports d'Île-de-France (STIF) de supprimer les trains semi-directs sur cette branche depuis décembre 2007 rend encore moins attractive cette liaison pour un trajet de bout en bout. Par ailleurs, si la fréquence de desserte au quart d'heure aux heures creuses est comparable aux autres lignes de proche banlieue, cette fréquence dans Paris intra-muros en fait - de loin - la ligne à la desserte la plus médiocre de la ville, les quatre autres lignes de RER voyant circuler de dix à douze trains par heure aux mêmes horaires, le métro ayant une fréquence encore plus élevée, ce qui ne contribue pas à favoriser l'attractivité de la VMI. 
De plus, depuis son prolongement ouvert en 2020,  la récente et plus directe ligne 14 du métro est deux fois à trois fois plus rapide que le RER C pour un trajet entre St-Ouen et le centre de Paris ou le quartier Paris Rive Gauche, amoindrissant encore l'intérêt de la section parisienne de la ligne.

## Voir aussi

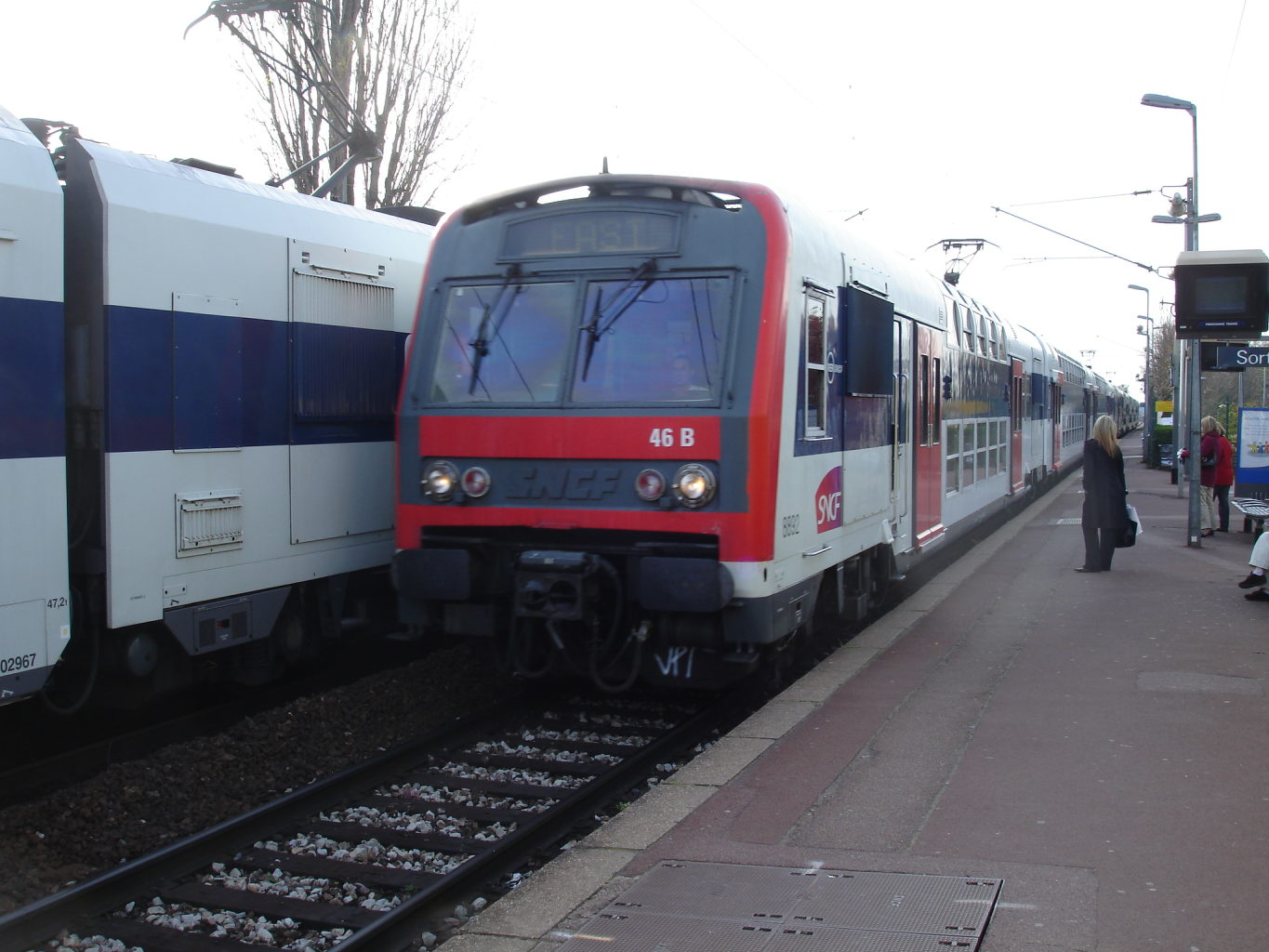
Automotrice Z 8800 no 46 B se dirigeant vers Paris, en gare de Cernay, Val-d'Oise.